# Nati nel 1963/Senza giorno specificato
| Questa pagina contiene informazioni ricavate automaticamente dalle voci biografiche con l'ausilio del template Bio e di un bot. L'aggiornamento è periodico e automatico e ricostruisce completamente la pagina. Se manca una persona in questa lista, sei pregato di non aggiungerla, ma accertati piuttosto che la sua voce biografica contenga il template Bio e che i dati anagrafici siano correttamente compilati. Se il template Bio manca, inseriscilo tu stesso o, in alternativa, metti l'avviso {{tmp\|Bio}} che ne segnala la mancanza. Se i dati riportati sono sbagliati, correggi direttamente la voce biografica; le modifiche saranno visibili in questa lista entro pochi giorni. Per chiarimenti vedi il progetto biografie. La lista contiene solo le 254 persone che sono citate nell'enciclopedia e per le quali è stato implementato correttamente il template Bio. Pagina aggiornata al 18 ago 2025. |

- Yves Abel, direttore d'orchestra canadese
- Khaled Abou El Fadl, scrittore kuwaitiano
- Milo Addica, sceneggiatore statunitense
- Mariano Akerman, pittore, architetto e storico argentino
- Ben Akers, ex sciatore alpino statunitense
- Anna Albertano, scrittrice italiana
- Fernando Alvim, artista angolano
- Carmine Amoroso, sceneggiatore e regista italiano
- Erika Anderson, attrice e modella statunitense
- Annarita Anellino, ex cestista italiana
- Alessandro Arbo, filosofo e musicologo italiano
- Cosimo Argentina, scrittore italiano
- Enrico Bagnoli, scenografo e regista italiano
- Clint Bajakian, compositore statunitense
- Sarah Bakewell, scrittrice e biografa britannica
- Luigi Ballerini, scrittore italiano
- Oladélé Ajiboyé Bamgboyé, artista nigeriano
- Alessandro Banda, scrittore italiano
- Massimo Barbiero, batterista, percussionista e compositore italiano
- Samuel Barletti, italiano
- Angus Barnett, attore cinematografico inglese
- Brady Barr, erpetologo statunitense
- Alessandra Batacchi, ex sciatrice alpina italiana
- Mohammad Bathaei, politico iraniano
- Carles Batlle, drammaturgo spagnolo
- Jason BeDuhn, storico e biblista statunitense
- José Joaquín Beeme, artista, editore e scrittore spagnolo
- Francesco Bellomo, produttore teatrale e attore italiano
- Roberta Berbenni, ex sciatrice alpina italiana
- Pablo Berger, regista e sceneggiatore spagnolo
- Juan Carlos Bersague, direttore di coro cubano
- Mohamed Ould Bilal, politico mauritano
- Anila Bitri, diplomatica albanese
- Umberto Bombana, cuoco italiano
- Julia Bornefeld, artista tedesca
- Michaël Borremans, pittore belga
- Robert Bosisio, artista italiano
- Patrick Bouffard, ghirondista francese
- Gilles Bourdos, regista e sceneggiatore francese
- Hassan Arsmouk, cantante berbero
- Robert Brudar, ex sciatore alpino bosniaco
- Fabrizio Bucciarelli, musicista e giornalista italiano
- Matthew Buckingham, artista statunitense
- Geoff Bunn, pittore britannico
- Luiz Caldas, cantante, polistrumentista e musicista brasiliano
- Pierre Calleja, ex calciatore maltese
- Carloni & Franceschetti, artista italiano
- Miguel Caro Quintero, criminale messicano
- Giuseppe Casa, romanziere italiano
- Alberto Casadei, critico letterario italiano
- Paola Catapano, giornalista e conduttrice televisiva italiana
- Stefano Catucci, filosofo italiano
- Simon Cellan Jones, regista britannico
- Sheng-Ching Chang, storica dell'arte taiwanese
- Frédéric Chaslin, direttore d'orchestra, compositore e pianista francese
- Carlo Climati, giornalista e scrittore italiano
- Danny Cohen, direttore della fotografia inglese
- Marco Colazzo, artista italiano
- Gianna Coletti, attrice italiana
- Glenn Cook, triatleta britannico
- Helen Cooper, scrittrice e illustratrice inglese
- Jonathan Cope, ex ballerino britannico
- Michel Coranote, ex sciatore alpino francese
- Sergio Cosimini, serial killer italiano
- Mario Crispi, compositore e flautista italiano
- Carl Critchlow, fumettista inglese
- Catherine Cusset, scrittrice francese
- Dalù, giornalista, conduttore radiofonico e attivista cinese
- Mike Dash, scrittore e storico britannico
- Lee Delong, attrice, regista e insegnante statunitense
- Rehad Desai, regista e produttore cinematografico sudafricano
- Roberto Di Cosmo, informatico italiano
- John Dickie, storico e conduttore televisivo britannico
- Mirco Dondi, storico italiano
- Julia Draganović, storico dell'arte tedesca
- Ibrahim El Batout, regista egiziano
- Stephanie Elkins, ex nuotatrice statunitense
- Josep Maria Esquirol, filosofo e saggista spagnolo
- Marc Evans, regista e sceneggiatore britannico
- Garrett Fagan, storico irlandese († 2017)
- Danilo Fatur, showman e cantante italiano
- Henry Feige, ex sciatore alpino francese
- Paul Fox, regista canadese
- Günther Fracaro, ex sciatore alpino austriaco
- Simon Franglen, compositore, produttore discografico e musicista britannico
- Andrea Frediani, storico e scrittore italiano
- Josefina Gabrielle, attrice, ballerina e cantante inglese
- Grazia Galante, ballerina italiana
- Simone Galli, ex sciatore alpino italiano
- Carlos Garcia, ex pugile cubano
- Peter Gerdol, dirigente sportivo italiano
- Christian Gerlach, storico tedesco
- Alberto Ghimenti, allenatore di calcio italiano
- Carmen Giardina, attrice e regista italiana
- Tommaso Giartosio, scrittore, poeta e conduttore radiofonico italiano
- Francesco Giomi, compositore italiano
- Corrado Giuffredi, clarinettista italiano
- Guillermo Gonzalez, astrofisico cubano
- Belén Gopegui, scrittrice spagnola
- Sanjeev Goyal, economista indiano
- Mathias Grassow, musicista tedesco († 2025)
- Elli Griff, scenografa britannica
- Nicola Guidetti, flautista italiano
- Fernando Guillén Cuervo, attore, scrittore e regista spagnolo
- Khaled Hafez, artista egiziano
- Amanda Harris, attrice teatrale britannica
- Federico Heinz, programmatore e avvocato argentino
- Runar Hellem, ex sciatore alpino norvegese
- Caspar Henderson, scrittore e giornalista britannico
- Shigefumi Hino, autore di videogiochi giapponese
- Lora Hirschberg, tecnico del suono statunitense
- Pavel Hlava, operaio ceco
- Mark Hollmann, compositore e paroliere statunitense
- Rom Houben, sportivo belga
- Hwang Sun-mi, scrittrice sudcoreana
- Shelley Jackson, scrittrice statunitense
- Alexis Jenni, scrittore francese
- Milton Jung, giornalista, conduttore radiofonico e telecronista sportivo brasiliano
- Semih Kaplanoğlu, regista, sceneggiatore e produttore cinematografico turco
- Valerij Karetnikov, ex saltatore con gli sci sovietico
- Stefan Karge, astronomo tedesco
- Jeff Kashiwa, sassofonista statunitense
- Takao Kato, regista e animatore giapponese
- Sarah Kaufman, critica teatrale statunitense
- Marie Keyrouz, religiosa e cantante libanese
- Lily King, scrittrice statunitense
- Richard A. Kowalski, astronomo statunitense
- Kathy Kozachenko, politica statunitense
- Chris Kraus, regista tedesco
- Lynn Lacasse, ex sciatrice alpina canadese
- William Landay, scrittore statunitense
- Andy Lane, scrittore e giornalista britannico
- Claus Bjørn Larsen, fotografo danese
- Alisa Lepselter, montatrice statunitense
- Gianluca Lerici, fumettista e artista italiano († 2006)
- Hagai Levi, regista, sceneggiatore e produttore televisivo israeliano
- Hélder Lima de Queiroz, biologo e ittiologo brasiliano
- Xi Chuan, poeta, saggista e traduttore cinese
- Liu Xiaodong, artista e pittore cinese
- Michele Loporcaro, linguista e glottologo italiano
- Fabio Lovino, fotografo italiano
- Francis Xavier Lu Xinping, arcivescovo cattolico cinese
- Jane X. Luu, astronoma vietnamita
- Wesley Mann, attore statunitense
- Michael Manning, fumettista, illustratore e animatore statunitense
- Teresa Margolles, artista e fotografa messicana
- Luigi Martinale, pianista, compositore e arrangiatore italiano
- Joseph Massad, orientalista e scrittore giordano
- Reijo Mattinen, orientista finlandese
- Élisabeth Maurin, ex ballerina francese
- Jennie McCormick, astronoma neozelandese
- Anne-Marie McDermott, pianista statunitense
- Dana McVicker, cantautrice statunitense
- Suketu Mehta, scrittore indiano
- Thorsten Merten, attore tedesco
- Dario Migliardi, regista italiano
- Selena Millares, poetessa, scrittrice e filologa spagnola
- Roberto Mistretta, scrittore italiano
- James Moll, regista, produttore cinematografico e produttore televisivo statunitense
- Kapambwe Mulenga, calciatore zambiano († 1996)
- Brian Reynolds Myers, orientalista e giornalista statunitense
- Antonio Nazzaro, giornalista, poeta e traduttore italiano
- Fabian Negrin, illustratore italiano
- Marc Newson, designer australiano
- Carrie Ng, attrice cinese
- John Nichol, scrittore e militare britannico
- Michael C. Nolan, astronomo statunitense
- Pamela Nomvete, attrice etiope
- Lawrence Norfolk, scrittore britannico
- Davide Novelli, giornalista italiano
- Atsushi Okui, animatore giapponese
- Luisa Oneto, regista e attrice italiana
- Gry Opheim, ex sciatrice alpina norvegese
- Steve Osborne, produttore discografico britannico
- Marcos Palmeira, attore brasiliano
- Sandro Palmieri, attore italiano († 2008)
- Daniela Papadia, artista e pittrice italiana
- Don Paterson, scrittore e poeta scozzese
- Monika Peetz, scrittrice e sceneggiatrice tedesca
- Mark Gregory Pegg, storico australiano
- Eva Pfosi, ex sciatrice alpina statunitense
- Gretchen Phillips, cantautrice e musicista statunitense
- Eric Pieri, ex sciatore alpino francese
- Gianluca Podio, compositore, direttore d'orchestra e arrangiatore italiano
- Natalie Jane Prior, scrittrice australiana
- Claudia Rankine, poetessa e scrittrice statunitense
- Sonia Raule, autrice televisiva, conduttrice televisiva e scrittrice italiana
- Robert Rich, compositore statunitense
- Jan Riesenkampf, poeta polacco
- Kirsi Rissanen, cantante e soprano finlandese
- Massimo Rizzante, scrittore, poeta e saggista italiano
- Miryam Romero, giornalista e conduttrice televisiva spagnola († 2022)
- Wilfried Romoli, ex ballerino e attore francese
- Lucia Ronchetti, compositrice italiana
- Amanda Root, attrice britannica
- Giovanna Rosadini, poetessa italiana
- Scott Mitchell Rosenberg, produttore cinematografico e editore statunitense
- Magnus Rosén, musicista svedese
- Alberto Ruggieri, illustratore italiano
- Michael Rymer, regista e produttore televisivo australiano
- Rami Saari, scrittore israeliano
- Samira Saleh al-Naimi, avvocata e attivista irachena († 2014)
- Bruce Sansom, ex ballerino britannico
- Marta Sansoni, designer italiana
- Enrico Santangelo, scrittore italiano
- Isao Satō, astronomo giapponese
- Francesco Sbano, fotografo, produttore discografico e scrittore italiano
- Guillaume Schiffman, direttore della fotografia francese
- Dikkie Scipio, architetto olandese
- Giuseppe Scognamiglio, diplomatico e imprenditore italiano
- JoAnne Sellar, produttrice cinematografica britannica
- Hajo Seppelt, giornalista tedesco
- Athanase Seromba, presbitero e criminale di guerra ruandese
- Paullina Simons, scrittrice russa
- John Egil Skajem, ex sciatore alpino norvegese
- Gianni Sommariva, ex velista italiano
- Georgios Stamatopoulos, artista e incisore greco
- Meinhard Stocker, ex sciatore alpino austriaco
- Luca Pietro Strabla, astronomo italiano
- Piotr Szczęsny, chimico polacco († 2017)
- Robert Taylor, attore australiano
- Sezai Temelli, politico turco
- Stauros Theodōrakīs, giornalista, conduttore televisivo e politico greco
- Ian Thomas, batterista britannico
- Tim McMullan, attore britannico
- Héctor Tobar, scrittore e giornalista statunitense
- Richard J. Tobin, dirigente d'azienda statunitense
- Luca Toledano, entomologo italiano
- Damien Top, tenore, musicologo e direttore d'orchestra francese
- Franck Tortiller, vibrafonista e compositore francese
- Sergio Trujillo, coreografo colombiano
- Giovanni Vacca, antropologo e musicologo italiano
- Cesare Valbusa, batterista italiano
- Maria Rosaria Valentini, scrittrice e poetessa italiana
- Ivana Velesová, ex sciatrice alpina ceca
- José Luiz Villamarim, regista e produttore televisivo brasiliano
- Domenico Virgili, direttore d'orchestra italiano
- Helga Vockenhuber, artista e scultrice austriaca
- Ian Wace, imprenditore britannico
- Sally Wainwright, sceneggiatrice, produttrice televisiva e regista britannica
- Mandy Walker, direttrice della fotografia australiana
- Louis Winsberg, chitarrista francese
- Marlies Wittenwiler, ex sciatrice alpina svizzera
- Simon Yates, alpinista britannico
- Dimitri from Paris, disc jockey francese
- Alessandro Zaccuri, giornalista, romanziere e saggista italiano
- Stephanie Zacharek, critica cinematografica e giornalista statunitense
- Mauro Vittorio Zanotta, astronomo italiano († 2009)
- Andrea Zappia, dirigente d'azienda italiano
- Zhang Dali, artista cinese
- Zhang Yuan, regista cinese
- Luuk de Ligt, storico olandese
- Iran do Espirito Santo, artista brasiliano
- Issy van Randwyck, attrice, cantante e cabarettista britannica